# Општина Хаџићи
Општина Хаџићи је једна од девет општина кантона Сарајево удаљена 20-ак km југозападно од центра града Сарајева. Покрива површину од 273 km². Састоји се од 15 мјесних заједница које су подијељене у три подручја: Хаџићи, Пазарић и Тарчин. Хаџићи обухватају мјесне заједнице: Бињежево, Доњи Хаџићи, Хаџићи – центар, Жуновница, Дрозгометва и Мокрине; Пазарић обухвата мјесне заједнице: Локве, Пазарић и Осеник, а Тарчин чине мјесне заједнице: Луке, Тарчин, Раштелица, Дурановићи, Будмолићи и Трзањ. Лежи на путу М-17 према Мостару и Јадранском мору, као и на прузи Плоче — Сарајево. У општини се налазе планине Игман и Бјелашница са својим скијалиштима, излетиштима, пашњацима и многим другим занимљивим садржајима, који привлаче како домаће тако и стране госте. Истина, многи скијашки и туристички објекти су, као и уосталом и сва Хаџићка пријератна предузећа, претрпјела огромна разарања и оштећења, тако да се сада користи само један мали дио могућности.
Близина Сарајева као политичког, економског, културног, спортског и образовног центра пружа општини посебне погодности за развој.

## Становништво
По последњем службеном попису становништва из 1991. године, општина Хаџићи (у то време једна од приградских општина града Сарајева) је имала 24.200 становника, распоређених у 62 насељена места.
| Становништво општине Хаџићи |                 |                 |                 |
| година пописа               | 1991.           | 1981.           | 1971.           |
| Муслимани                   | 15.392 (63,60%) | 12.406 (59,21%) | 11.150 (60,24%) |
| Срби                        | 6.362 (26,28%)  | 5.778 (27,57%)  | 6.055 (32,71%)  |
| Хрвати                      | 746 (3,08%)     | 857 (4,09%)     | 964 (5,20%)     |
| Југословени                 | 841 (3,47%)     | 1.492 (7,12%)   | 116 (0,62%)     |
| остали и непознато          | 859 (3,54%)     | 419 (1,99%)     | 223 (1,20%)     |
| укупно                      | 24.200          | 20.952          | 18.508          |

Процјене становништва из 2006. године:
- Бошњаци — 15.129 (90%)
- Срби — 743 (5%)
- Хрвати — 440 (3%)
- остали — 399 (2%)

Укупно: 16.711

## Насељена мјеста
Баре, Беганови, Бињежево, Будмолићи, Бутуровићи код Дрозгометве, Бутуровићи код Осеника, Црепљани, Чешће, Чичке, Деовићи, До, Дољани, Доња Биоча, Доња Раштелица, Доњи Хаџићи, Доњи Зовик, Драговићи, Дрозгометва, Дуб, Дуповци, Дурановићи, Ферхатлије, Гаровци, Горња Биоча, Горња Раштелица, Горњи Зовик, Градац, Гривићи, Груде, Хаџићи, Јапалаци, Јелеч, Караосмановићи, Касатићи, Казина Бара, Корча, Кошћан, Кућице, Лиховци, Локве, Луке, Љубовчићи, Медвједице, Мишевићи, Мокрине, Оџак, Ораховица, Осеник, Пазарић, Рамићи, Ресник, Сејдановићи, Смуцка, Тарчин, Трнчићи, Трзањ, Урдук, Ушивак, Вранчићи, Врбања, Вуковићи и Жуновница.
Град Хаџићи, 1991.
укупно: 5.639
- Муслимани — 2.575 (45,66%)
- Срби — 2.146 (38,05%)
- Хрвати — 275 (4,87%)
- Југословени — 449 (7,96%)
- остали — 194 (3,46%)